# جواهر (راقصة لبنانية)
جواهر (15 سبتمبر 1930 -)، راقصة شرقية وممثلة لبنانية.

## عن حياتها
عملت في الصالات قبل أن يتم أكتشافها تعمل راقصة أيضًا في الأفلام.
لديها بنت تعيش في سوريا وانحرمت منها من طفلتها بعد طلقها.

## أفلامها
- 1954: تحيا الرجالة
- 1954: بحبوح أفندي
- 1954: الأستاذ شرف
- 1957: صراع مع الحياة
- 1958: أيامي السعيدة
- 1959: حياة امرأة
- 1961: ست البنات
- 1961: تحت سماء المدينة
- 1962: ملك البترول
- 1962: صراع الجبابرة
- 1962: الحاقد
- 1962: آخر فرصة
- 1964: ألف ليلة وليلة
- 1965: الحب الخالد

## روابط خارجية
- جواهر على موقع قاعدة بيانات الأفلام العربية